# Novorusov (Adiguesia)
Novorusov (del ruso: Новорусов) es un jútor del raión de Shovgenovski en la república de Adiguesia de Rusia. Está situado en la orilla izquierda del río Ulka, 8 km al oeste de Jakurinojabl y 42 km al noroeste de Maikop, la capital de la república. Tenía 96 habitantes en 2010
Pertenece al municipio Zarióvskoye.